# Angara (Rakete)

Die ursprünglich geplante Angara-Trägerraketenfamilie

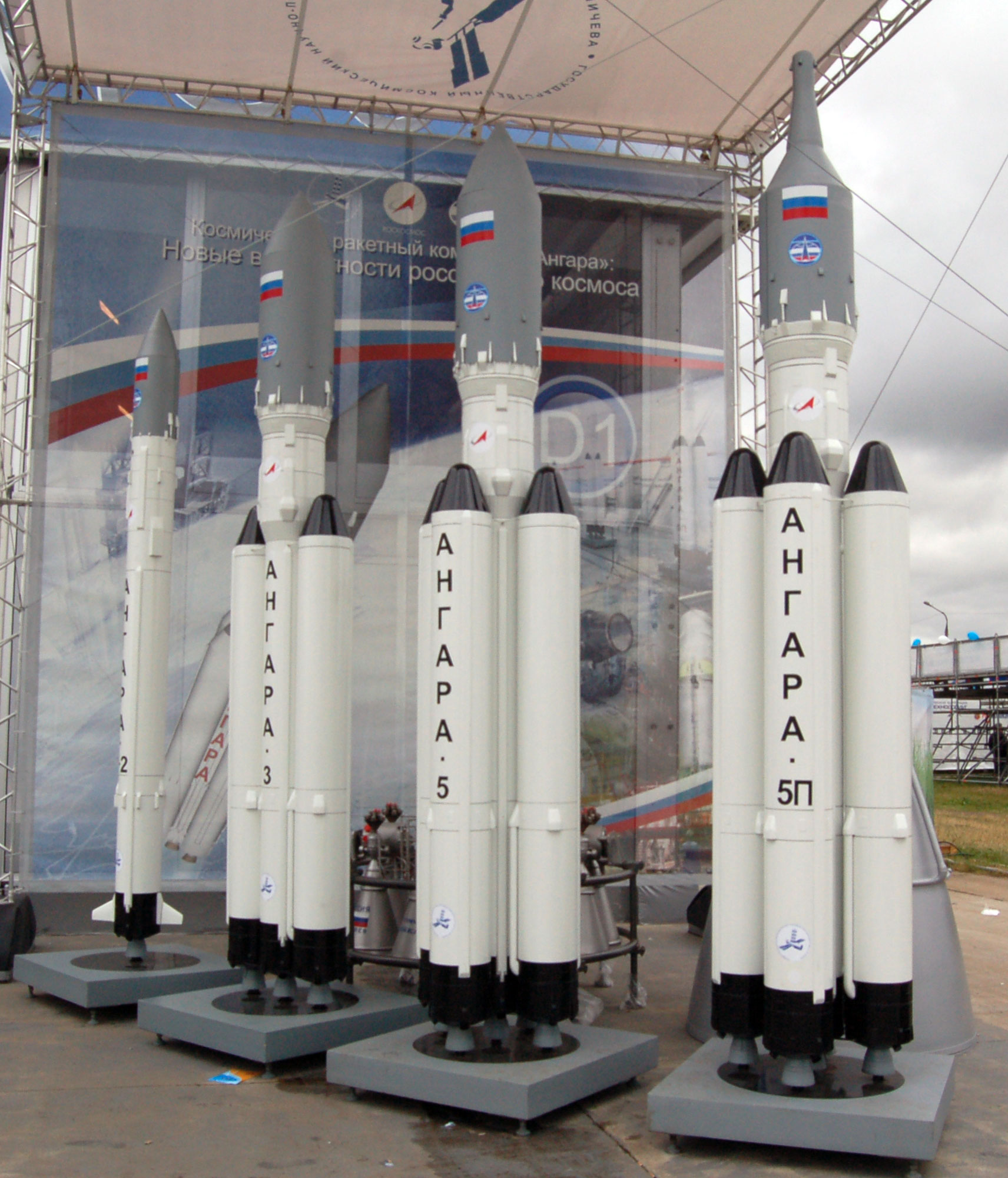
Modelle der Angara 2/3/5 sowie 5P auf der MAKS 2009

Angara (russisch Ангара, benannt nach dem gleichnamigen Fluss in Russland) ist der Name einer Familie von Trägerraketen, die in Russland vom Raumfahrtunternehmen GKNPZ Chrunitschew entwickelt wird.
Sie ist ähnlich den US-amerikanischen Delta-IV- und Atlas-V-Raketen modular aufgebaut und soll somit in unterschiedlich starken Versionen zur Verfügung stehen. Ursprünglich geplant waren die leichte Angara 1, die mittelschwere Angara A3, die schwere Angara A5 und später auch die superschwere Angara A7. Aktuell in Entwicklung sind nur noch die Angara 1 und mehrere Varianten der A5. Die Versionen unterscheiden sich in der Anzahl der standardisierten Booster, auch Universal Rocket Module (URM) (russisch Универсальный Ракетный Модуль (УРМ)) genannt, wobei ein solcher Booster bei der leichten Angara 1 die Erststufe darstellt. Die Raketen werden vom russisch-amerikanischen Unternehmen International Launch Services vermarktet, das auch die Proton-Rakete vermarktete.

## Einsatz
Die schwere Angara A5 soll die Proton nach und nach ersetzen, außerdem soll sie dem russischen Militär einen von Kasachstan unabhängigen Zugang zum Weltraum gewähren, indem mit ihr schwere Militärsatelliten vom Kosmodrom Plessezk im Norden Russlands aus gestartet werden. Startanlagen für die Proton-Raketen existieren nur am Kosmodrom Baikonur, das auf kasachischem Boden liegt.
Ende 2004 wurde Chrunitschew von Südkorea mit der Entwicklung der ersten Stufe der KSLV-I-Trägerrakete beauftragt, die auf dem URM basieren soll. Der erste Start einer KSLV-I erfolgte im August 2009. Obwohl der Start insgesamt nur ein Teilerfolg war, arbeitete die erste Stufe der Rakete fehlerfrei.
Der Erstflug einer Angara-1 war anfangs für 2002 vorgesehen, musste aber aus finanziellen Gründen immer weiter verschoben werden. Schließlich erfolgte der erste Start mit einem Prototyp der Angara-Version 1.2 am 9. Juli 2014 um 15:00 Uhr Ortszeit von Plessezk. Dabei wurde auf einer suborbitalen Bahn eine Satellitenattrappe nach Kamtschatka befördert. Der Flug dauerte 21 Minuten. Der Jungfernflug der schweren Angara A5, die die Proton ersetzen soll, fand am 23. Dezember 2014 statt. Ein zweiter Start erfolgte am 14. Dezember 2020.
Ein dritter Testflug wurde am 27. Dezember 2021, ebenfalls von Plesetsk aus, durchgeführt. Die zweite Zündung der neuen Perseus-Oberstufe schlug fehl, so dass Oberstufe und Nutzlast in einer niedrigen Erdumlaufbahn zurückblieben. Die Persei-Oberstufe ist eine modifizierte Version der Block DM-Oberstufe.
Zuerst wurde die Angara nur von Plessezk aus eingesetzt, das wegen seiner nördlichen Lage nicht für den Start geostationärer Satelliten geeignet ist. Vom südlicher gelegenen Kosmodrom Wostotschny erfolgte der erste Start am 11. April 2024.

## Technik
Die Erststufe der Angara 1, das URM, wird von einem RD-191-Triebwerk (Schub: 2086 kN, spez. Impuls 3306 Ns/kg) angetrieben und verbrennt die Kerosin-Art RP-1 und flüssigen Sauerstoff (LOX). Das Triebwerk wurde vom RD-171 abgeleitet, dem Haupttriebwerk der Zenit-Trägerrakete und dem stärksten jemals eingesetzten Flüssigkeitsraketentriebwerk, verwendet aber anstatt von vier Brennkammern der Zenit nur eine Brennkammer. Dadurch sinkt der Schub des URM, und es kann als eine leichte Trägerrakete verwendet werden. Die mittelschwere Angara A3 sollte drei dieser Booster verwenden, wobei zwei davon seitlich um den Zentralbooster angeordnet worden wären, und hätte damit in etwa die Leistung einer Zenit-Rakete erreicht. Die schwere Angara A5 verwendet fünf Booster (einen zentralen und vier seitliche) und kommt so auf die Nutzlastkapazität einer Proton-Rakete. Das URM hat einen Durchmesser von 2,9 m, ist 25,1 m lang und hat eine Leermasse von 9,75 t.
Die zweite Stufe der Angara hat einen Durchmesser von 3,6 m und eine Länge von 6,9 m. Sie wird von dem RD-0124A-Triebwerk angetrieben, das auch in der dritten Stufe der Sojus-2.1b-Rakete eingesetzt wird. Die Stufe trägt die Bezeichnung Blok I (I steht für 'i'). Das Triebwerk ist eine komplette Neuentwicklung und verbrennt wie auch das RD-191 eine Mischung aus RP-1 und flüssigem Sauerstoff. Als zweite Stufe der leichtesten Version Angara 1 wird die in der Rakete Rockot eingesetzte Stufe Bris-KM verwendet, alle anderen Versionen setzen die neue Stufe mit dem Triebwerk RD-0124A ein. Für geplante zweistufige Version zum Transport des bemannten Raumschiffes PTK wird unter dem Namen Angara-5P entwickelt.
Als Oberstufe der Angara A5 wird zunächst die von der Proton-Rakete bekannte Bris-M verwendet. Als Upgrademöglichkeit steht die hochenergetische KWRB-Stufe zur Verfügung, die flüssigen Wasserstoff und flüssigen Sauerstoff (LH2/LOX) verbrennt. Die KWRB basiert auf der 12KRB-Stufe, die von Russland an Indien für ihre GSLV-Rakete geliefert wird.
Bei der Entwicklung der Angara wurde darauf geachtet, dass die bestehenden Startplätze der Zenit-Raketen mit nur geringfügigen Veränderungen verwendet werden können. Der Erststart in Plessezk erfolgte von einem ehemals für die Zenit angelegten, damals jedoch nicht fertiggestellten Startplatz. Außerdem soll in Kooperation mit Kasachstan auch in Baikonur ein Startplatz für die Angara entstehen (Projekt Baiterek, russisch Байтерек), allerdings soll von dort nur die schwere Angara A5 gestartet werden.

## Baikal-Booster

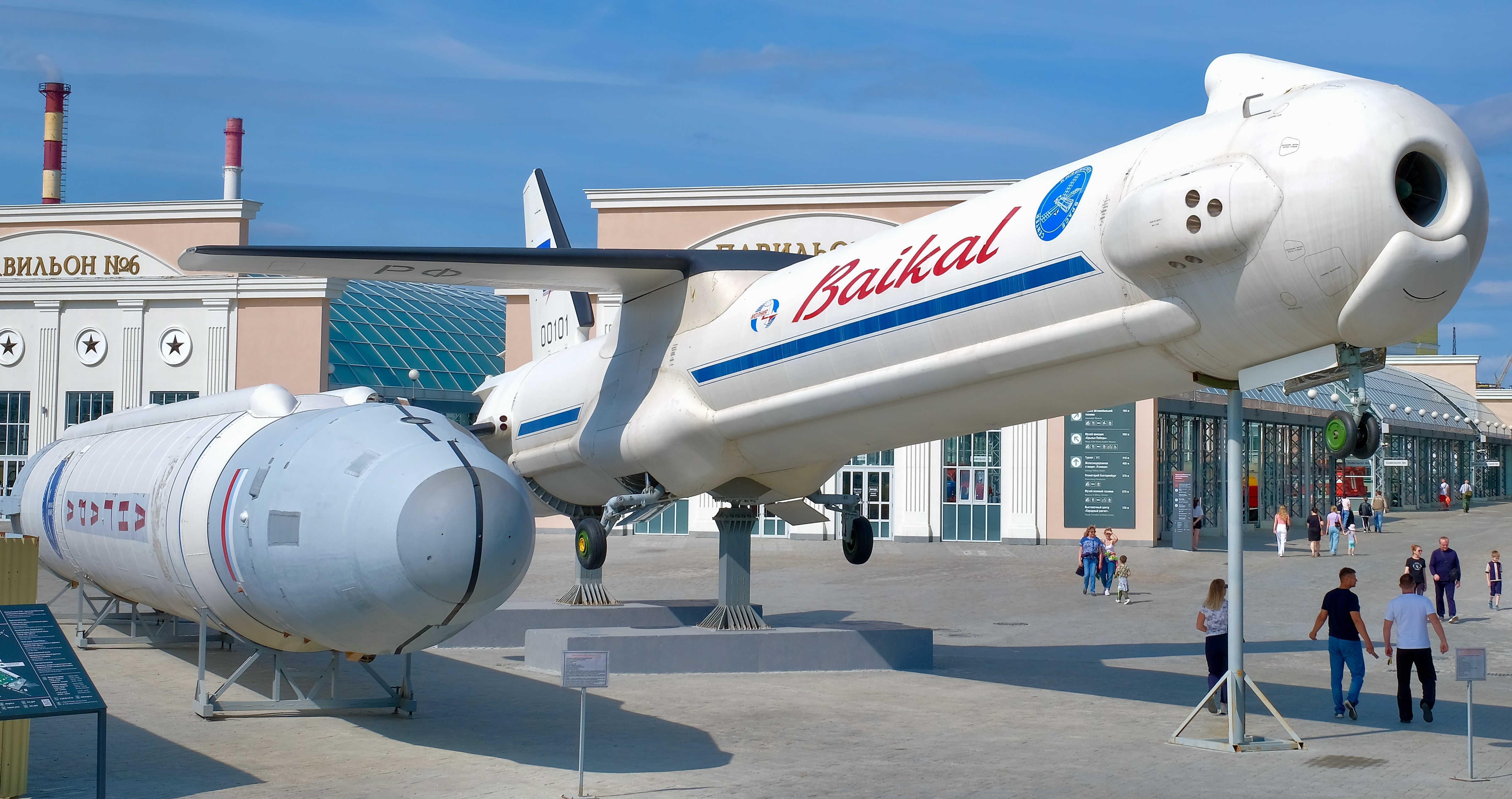
Mockup eines Angara- und Baikal-Boosters (rechts)

2001 sorgte Chrunitschew bei der Luft- und Raumfahrt Messe in Le Bourget mit dem Modell des Baikal-Boosters (russisch Байкал) für Furore. Bei dem Baikal-Projekt sollte ein wiederverwendbarer Booster für die Angara-Rakete entwickelt werden. Das Konzept sah vor, die erste Stufe der Rakete abzulösen, dabei aber ebenfalls von dem RD-191-Triebwerk angetrieben werden und zudem über kleinere Flügel und einen Flugzeugantrieb verfügen. Damit sollte Baikal nach dem Abtrennen von der Rakete selbständig zu einem nahegelegenen Flugplatz zurückkehren. Auch mehrere gebündelte Baikal-Booster für die Angara A3 und Angara A5 waren angedacht.
Als Entwickler für den Baikal-Booster fungierte das Unternehmen NPO Molnija.

## Versionen

### Ursprüngliche Planungen
Stand der Daten der Angara-Versionen 1 bis A5 ist 2002. Angaben der Nutzlastkapazität erfolgen für Starts von Plessezk aus, in Wostotschny ist die Nutzlastkapazität für GTO- und GEO-Orbits etwas höher.
| Version               | Angara 1.1      | Angara 1.2        | Angara A3         | Angara A5         | Angara A5/KWRB    | Angara A7P      | Angara A7W      |
| --------------------- | --------------- | ----------------- | ----------------- | ----------------- | ----------------- | --------------- | --------------- |
| Erste Stufe           | 1 × URM, RD-191 | 1 × URM, RD-191   | 3 × URM, RD-191   | 5 × URM, RD-191   | 5 × URM, RD-191   | 7 × URM, RD-191 | 7 × URM, RD-191 |
| Zweite Stufe          | Bris-KM         | Block I, RD-0124A | Block I, RD-0124A | Block I, RD-0124A | Block I, RD-0124A |                 |                 |
| Oberstufe             | –               | –                 | Bris-M            | Bris-M            | KWRB              | ?               | ?               |
| Schub (am Boden)      | 196 t           | 196 t             | 588 t             | 980 t             | 980 t             | 1372 t          | 1372 t          |
| Startmasse            | 149 t           | 171,5 t           | 478 t             | 773 t             | 790 t             | 1125 t          | 1184 t          |
| Höhe (maximal)        | 34,9 m          | 41,5 m            | 45,8 m            | 55,4 m            | 64 m              | ?               | ?               |
| Nutzlast (LEO 200 km) | 2 t             | 3,7 t             | 14,6 t            | 24,5 t            | 24,5 t            | 36,0 t          | 40,5 t          |
| Nutzlast (GTO)        | –               | –                 | 2,4 t             | 5,4 t             | 6,6 t             |                 |                 |
| Nutzlast (GEO)        | –               | –                 | –                 | 2,8 t             | 4 t               | 7,5 t           |                 |

Es gab auch Planungen für eine Angara-A7-Schwertransportrakete, die über sieben gebündelte URMs verfügt und eine Nutzlast von 41 t in eine erdnahe Umlaufbahn bringen kann.

### Planung von 2019
Neuere Planungen sehen nur noch die Angara 1.2, die A5, die etwas stärkere A5M und – statt der A7 – die A5W vor. Letztere soll 37,5 t in eine niedrige Erdumlaufbahn und 12–13 t in eine geostationäre Transferbahn befördern können. Erste Testflüge mit der A5W sind ab 2027 geplant. Es wird auch erwogen, die Booster und Hauptstufe der Rakete wiederverwendbar zu machen.

## Startliste
Dies ist eine Liste aller Angara-Starts, Stand 30. Juni 2025.
| Lfd. Nr. | Datum (UTC)          | Typ                 | Startplatz     | Nutzlast           | Art der Nutzlast          | Nutzlast in kg 1 | Orbit 2    | Anmerkungen                                 |
| -------- | -------------------- | ------------------- | -------------- | ------------------ | ------------------------- | ---------------- | ---------- | ------------------------------------------- |
| 01       | 9. Juli 2014 12:00   | Angara 1.2PP        | Plessezk 35/1  | –                  | Wiedereintrittskapsel     |                  | suborbital | Erfolg, Testflug, Erstflug der Angara 1.2PP |
| 02       | 23. Dez. 2014 05:57  | Angara A5 / Bris-M  | Plessezk 35/1  | IPM                | Nutzlastsimulator         |                  | nahe GSO   | Erfolg, Testflug, Erstflug der Angara A5    |
| 03       | 14. Dez. 2020 05:50  | Angara A5 / Bris-M  | Plessezk 35/1  | IPM 2              | Nutzlastsimulator         | 2406             | nahe GSO   | Erfolg, Testflug                            |
| 04       | 27. Dez. 2021 19:00  | Angara A5 / Perseus | Plessezk 35/1  | IPN 1              | Nutzlastsimulator         | 2400             | nahe GSO   | Fehlschlag, Testflug                        |
| 05       | 29. April 2022 19:55 | Angara 1.2          | Plessezk 35/1  | Kosmos 2555        | Aufklärungssatellit       |                  | LEO        | Erfolg, Erstflug der Angara 1.2             |
| 06       | 15. Okt. 2022 19:55  | Angara 1.2          | Plessezk 35/1  | Kosmos 2560        | Aufklärungssatellit       |                  | LEO        | Erfolg                                      |
| 07       | 11. April 2024 09:00 | Angara A5 / Orion   | Wostotschny 1A | GMM KA Gagarinets  | Nutzlastsimulator CubeSat |                  | GEO LEO    | Erfolg                                      |
| 08       | 17. Sep. 2024 07:01  | Angara 1.2          | Plessezk 35/1  | Kosmos 2577 & 2578 | Aufklärungssatelliten     |                  | SSO        | Erfolg                                      |
| 09       | 16. März 2025 10:50  | Angara 1.2          | Plessezk 35/1  | Kosmos 2585–2587   | 3 Militärsatelliten       |                  | LEO        | Erfolg                                      |
| 10       | 19. Juni 2025        | Angara A5 / Bris-M  | Plessezk 35/1  | Kosmos 2589        | Militärsatellit           |                  | GTO        | Erfolg                                      |